# Chhatatanr
Chhatatanr è una città dell'India di 32.235 abitanti, situata nel distretto di Dhanbad, nello stato federato del Jharkhand. In base al numero di abitanti la città rientra nella classe III (da 20.000 a 49.999 persone).

## Geografia fisica
La città è situata a 23° 46' 15 N e 86° 19' 11 E.

## Società

### Evoluzione demografica
Al censimento del 2001 la popolazione di Chhatatanr assommava a 32.235 persone, delle quali 17.478 maschi e 14.757 femmine. I bambini di età inferiore o uguale ai sei anni assommavano a 4.981, dei quali 2.554 maschi e 2.427 femmine. Infine, coloro che erano in grado di saper almeno leggere e scrivere erano 19.339, dei quali 11.981 maschi e 7.358 femmine.